# Per Röding
Per Fredrik Röding, född 17 november 1862 i Stockholm, död 2 mars 1928 i Stockholm, var en svensk målare, tecknare och xylograf.  

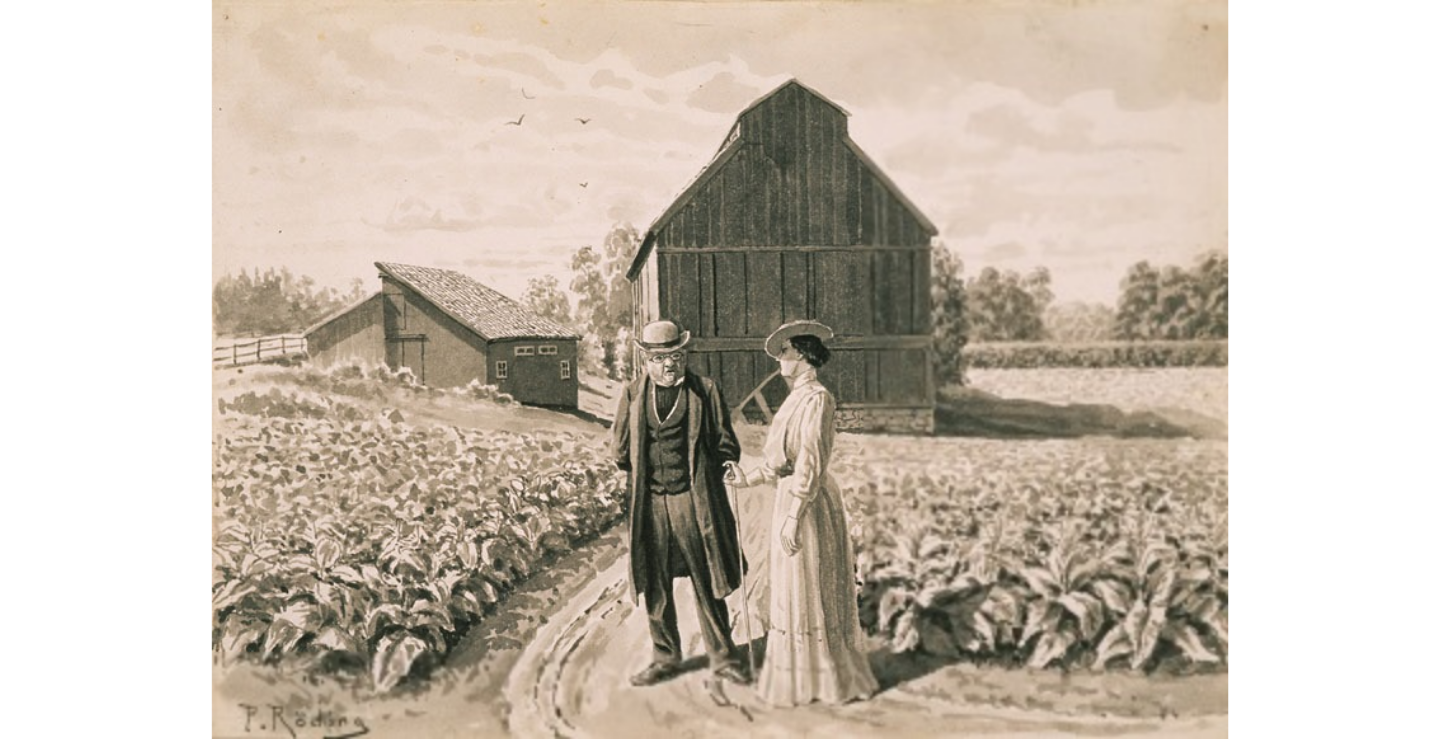
Herre och dam vid tobaksplantering i Stockholm (tuschlavering)

Han var son till xylografen Karl Fredrik Röding och Hilda Kristina Eriksson. Röding studerade måleri vid Konstakademien 1882–1886 och var anmäld till akademiens tävling i historiemålning 1885–1886. Han medarbetade med skämtteckningar i tidskriften Kasper 1905–1914 och utförde olika illustrationsuppdrag. Röding var anställd hos firman Åhlén & Holm. Hans konst består huvudsakligen av scener från det stockholmska folklivet och skämtteckningar utförda i akvarell eller tuschlavyr. Röding finns representerad vid Uppsala universitetsbibliotek och Malmö museum. Han har även lämnat ett trettiotal verk till Stockholms stadsmuseum. Röding är begravd i familjegraven på Solna kyrkogård.